# Suzanne Talba
Pour les articles homonymes, voir Weil et Talba.
Suzanne Weil dite Suzanne Talba, née le 27 juin 1881 à Paris 9e et morte le 9 mars 1967 à Paris 14e, est une actrice française.

## Filmographie
- 1920 : Fils du vent de Louis de Carbonnat
- 1921 : Fille de rien de André Hugon : Conchita
- 1921 : L'Affaire du train 24 de Gaston Leprieur
- 1921 : Tout se paie de Henry Houry
- 1921 : William Baluchet, roi des détectives, film policier en 5 épisodes de Gaston Leprieur : la señora Leona
  - Épisode 1 : Le testament de la comtesse de Pressac
  - Épisode 2 : Le mystère de Passy
  - Épisode 3 : Jours d'angoisse
  - Épisode 4 : L'homme aux trois visages
  - Épisode 5 : Le voile se déchire
- 1922 : L'Étrange aventure de Joë Hamman
- 1922 : Rouletabille chez les bohémiens de Henri Fescourt : Calliste
- 1923 : Le Traquenard de Louis de Carbonnat
- 1924 : Au-delà de la mort de Benito Perojo
- 1924 : Frou-Frou de Guy du Fresnay : Louise
- 1924 : L'Aube de sang de Giuseppe Guarino : Gaby
- 1924 : Les Grands de Henri Fescourt : Paméla, la danseuse de cabaret
- 1924 : On ne badine pas avec l'amour de Tony Lekain et Gaston Ravel  : Sœur Louise
- 1925 : Madame Sans-Gêne de Léonce Perret : Joséphine de Beauharnais
- 1925 : Poil de carotte de Julien Duvivier : Gaby
- 1926 : Le Berceau de Dieu de Fred LeRoy Granville : Akinoam
- 1928 : Jim Hackett champion de Gabriel Rosca
- 1928 : Le Martyre de Sainte-Maxence de Émile-Bernard Donatien : La favorite
- 1928 : Une femme a passé de René Jayet : Concha
- 1931 : L'Affaire de la clinique Ossola de René Jayet
- 1935 : Le Billet de mille de Marc Didier
- 1936 : Les Croquignolle de Robert Péguy : La femme gangster
- 1937 : Gigolette de Yvan Noé
- 1938 : Durand bijoutier  de Jean Stelli : Mademoiselle Bichon
- 1946 : Mensonges de Jean Stelli
- 1955 : La Rue des bouches peintes de Robert Vernay